# Retten på Bornholm
Retten på Bornholm er en byret i Rønne.
Byretten har Bornholm og Ertholmene som retskreds, og omfatter ca. 40.000 mennesker. 
Retten har lokaler på to adresser: Tinghuset på Store Torv 1 i Rønne (retslokaler) og på Damgade 4a i Rønne (fogedret, notarforretninger, skifteret og administration). Retten på Bornholm er også hjemsted for behandlingsenheden for Danmarks Domstoles Domsdatabase, der blev lanceret den 6. januar 2022.   
Retten ledes af en retspræsident. Yderligere 1 dommer og 2 øvrige jurister er tilknyttet retten. Retspræsident er Henrik Engell Rhod (siden 2008).    